# Venera-1
Venera-1 (rus. Венера-1) je bila sovjetska automatska naučno-istraživačka stanica (veštački satelit) namenjena za istraživanje planete Venere. Lansirana je 12. februara 1961.

## Sistemi i instrumenti
Dana 12. februara 1961, u 00:34:36 UTC Sovjetski Savez je na Veneru lansirao prvu međuplanetarnu sondu u istoriji, Veneru-1. Težila je 643,5 . Bila je cilindričnog oblika, prečnika 105 cm, ukupne visine 203,5 cm, i punjena tečnim azotom pod pritiskom od 1,2 atmosfere.
Unutrašnji ventilatori raspoređivali su toplotu i time omogućavali ravnomerno hlađenje. Na cilindar su bila postavljena dva solarna panela, preko kojih su se punili srebro-cink akumulatori. Parabolična 2-metarska antena služila je za slanje podataka sa Venere na Zemlju na frekvenciji 922,8 megaherca. Druga, 2,4-metarska usmerena antena služila je za slanje kratkotalasnih signala tokom dela misije blizu Zemlje. Dodatne poluusmerene antene postavljene na solarnim panelima služile su za upravljanje letelicom sa Zemlje.
Sonda je bila opremljena naučnim instrumentima, uključujući magnetometar zakačen za antenu, dve jonske zamke za merenje solarnog vetra, mikrometeoritske detektore, Gajgerov brojač i natrijum jodidni scintilator za merenje kosmičkog zračenja. Jedan uređaj na solarnom panelu merio je temperaturu eksperimentalne obloge, a verovatno su bili postavljeni i infracrveni i ultraljubičasti radiometri. Na "poklopcu" letelice se nalazio motor KDU-414 za korekcije srednjeg kursa. Kontrola temperature ostvarivala se preko motorizovanih termalnih otvora.

## Tok misije
Sovjetski stručnjaci lansirali su "Veneru 1" u dva koraka, tako što su prvo postavili sedmotoni Sputnjik 8 na orbitalni parking oko Zemlje sa raketnim lanserom Molnija. Sonda sa četvorostepenim motorom lansirana je ka Veneri sa orbite 229 × 282 km. To je bila prva demonstracija visoko efikasnog manevra lansiranja iz orbite. Stepenasti-sagorevajući-ciklični raketni motor 11D33 je bio prvi takav motor na svetu, a tada je prvi put upotrebljen i motor sa tzv. "šupljinom u rezervoaru" (Ullage Engine), koji omogućava raketi na tečno gorivo da se pokrene u bestežinskom stanju.
Obavljena su tri uspešna telemetrijska zadatka: sakupljanje podataka o solarnom vetru i kosmičkom zračenju u blizini Zemlje i na Zemljinoj magnetopauzi. Posle otkrića solarnog vetra, ovim merenjima "Venere 1" potvrđeno je da je ta plazma ravnomerno raspoređena po dubokom svemiru. Do drugog merenja, sedam dana kasnije, nije došlo - 19. i 20. maja 1961. "Venera 1" je prošla na 100.000 km od Venere i ušla u heliocentričnu orbitu. Britanski radio teleskop u Džodrel Benku primao je slabe signale sa "Venere 1" i tokom juna. Ruski inženjeri veruju da je "Venera 1" zakazala usled pregrevanja senzora koji je bio okrenut prema Suncu.

## Značaj
Misija "Venere 1" predstavlja važnu stepenicu u proizvodnji svemirskih letelica: to je bila prva moderna planetarna sonda. Tokom najvećeg dela leta njena rotacija bila je stabilna. To je bila prva letelica kojoj se srednji kurs korigovao 3-osnom stabilizacijom pomoću orijentacije prema Suncu i zvezdi Kanopus. Da je stigla do Venere, ušla bi u drugi modus 3-osne stabilizacije, orijentišući se tada prema Suncu i Zemlji i koristeći po prvi put paraboličnu antenu za odašiljanje podataka.

## Spoljašnje veze
- Sovjetsko istraživanje Venere
- НАСА каталог космичких летелица